# Birkenkopf (Bannwald)
Das Gebiet Birkenkopf ist ein mit Verordnung vom 15. November 1999 durch die Körperschaftsforstdirektion Karlsruhe ausgewiesener Bannwald (Schutzgebiet-Nummer 100061) bei Gaggenau im Landkreis Rastatt in Baden-Württemberg.

## Lage
Das Schutzgebiet befindet sich nördlich von Michelbach und südwestlich von Freiolsheim. Es liegt an einem nach Südwesten abfallenden Taleinhang und umfasst
die Abteilungen 18 und 21 des Distriktes I „Eichelberg und Mahlberg“ im Staatswald Rotenfels auf Flurstück Nummer 2079/1.
Der Itterbach entspringt im Schutzgebiet. Der Bannwald liegt im Landschaftsschutzgebiet Um den Eichelberg und Mahlberg hat Anteil am FFH-Gebiet Albtal mit Seitentälern. Im Schutzgebiet liegen drei Biotope: Klingen SW Freiolsheim mit der Biotopnummer 271162166936, BW "Birkenkopf" Klinge SW Freiolshm. mit der Biotopnummer 271162163086 und BW "Birkenkopf" Schwarzerlen-Eschenwald mit der Biotopnummer 271162166932.

## Geologie
Der Untergrund besteht aus mäßig frischem lehmig-sandigen Buntsandstein sowie aus mäßig frischem Rötellehm.

## Vegetation
Im Bannwald kommen laut Waldbiotopkartierung die folgenden Arten vor:
Weiß-Tanne, Schwarz-Erle, Wald-Frauenfarn, Wald-Zwenke, Hänge-Segge, Winkel-Segge, Wald-Segge, Gegenblättriges Milzkraut, Großes Hexenkraut,
Breitblättriger Dornfarn, Rotbuche, Gewöhnliche Goldnessel, Ruprechtskraut, Großes Springkraut, Pfennigkraut, Wald-Sauerklee, Gemeine Fichte,
Stieleiche, Brombeeren, Große Brennnessel, Schnabel-Segge, Gemeine Esche, Drüsiges Springkraut, Ufer-Wolfstrapp, Vogelknöterich, Wald-Ziest.

## Schutzzweck
Der Schutzzweck des Bannwalds ist gemäß Schutzgebietsverordnung
- die unbeeinflusste Entwicklung eines naturnahen buchenreichen Waldökosystems, das als repräsentativ für die kolline Vorgebirgszone im Westen des Nordschwarzwaldes gilt, mit seinen Tier- und Pflanzenarten zu gewährleisten und die wissenschaftliche Beobachtung der Entwicklung zu sichern.
- dies beinhaltet den Schutz der Lebensräume und -gemeinschaften, die sich im Gebiet befinden, sich im Verlauf der eigendynamischen Entwicklung des Waldbestandes ändern oder entstehen.

## Betreuung
Wissenschaftlich betreut wird der Bannwald durch die Forstliche Versuchs- und Forschungsanstalt Baden-Württemberg (BVA).